# Inquérito (banda)
Inquérito é um grupo de rap brasileiro formado em Nova Odessa, no estado de São Paulo em 1999. Inicialmente formado por Renan Inquérito, DJ Rodrigo, Nicole e Pop Black.

## História
O grupo foi formado em 1999 na cidade Campinas, por Renan Inquérito. e realizou diversos shows pela região onde adquiriu notoriedade com o lançamento do primeiro álbum, Mais Loco que u Barato (2005) que contou com participações especiais de Sistema Negro, Realidade Cruel e a produção de Fábio Macari.
O disco foi um expoente da experiência adquirida pelo grupo e rendeu notoriedade no cenário nacional, recebeu três indicações ao Prêmio Hutúz de 2006: Álbum do ano, Artista do Ano (ambos vencidos pelo O Espetáculo do Circo dos Horrores de Facção Central) e Música do Ano, sagrando-se como vencedor com a "Dia dos Pais".
Um Segundo é Pouco. foi o nome do segundo álbum, lançado em 2008, contou com participações de Kiko Santana e do poeta Sérgio Vaz, foi produzido em parceria com o Fundo de Investimento à Cultura de Campinas, teve o selo independente Inquérito Produções e recebeu quatro indicações ao Prêmio Hutúz: Venceu com DJ Rodrigo na categoria DJ de Grupo, e competiu em: Álbum do Ano, Grupo ou Artista Solo, e Música do Ano.
Tungstênio (2018), foi o sexto álbum e trouxe participações especiais de Zeca Baleiro, Tulipa Ruiz, Mato Seco, Rashid, Diomedes Chinaski e Nicole; além do cantor de fado português Luís Travassos, do rapper angolano MCK, Mynda Guevara e a cantora neozelandesa LAWN que contribuíram com seus  estilos e sotaques marcantes para agregar ainda mais valor à obra.

## Músicas
"Dia dos Pais" - um dos maiores sucessos do grupo também foi uma das musicas mais tocadas na rádio 105 FM de São Paulo naquele ano. Posteriormente, foi incluída na coletânea do Espaço Rap 11. e é, atualmente, a mais tocada no perfil do Spotify

## Formação

### Integrantes
- Renan Inquérito;
- DJ Duh;
- Pop Black.

### Ex-integrante
- Nicole

## Discografia
- Mais Loco que u Barato (2005)
- Um Segundo é Pouco (2008)
- Mudança (2010)
- Corpo e Alma (2014)
- Corpo e Alma - Remixes (2016)
- Tungstênio (2018)
- Bumerangue (2019)
- Isolamento (2020)